# Кельтский камень

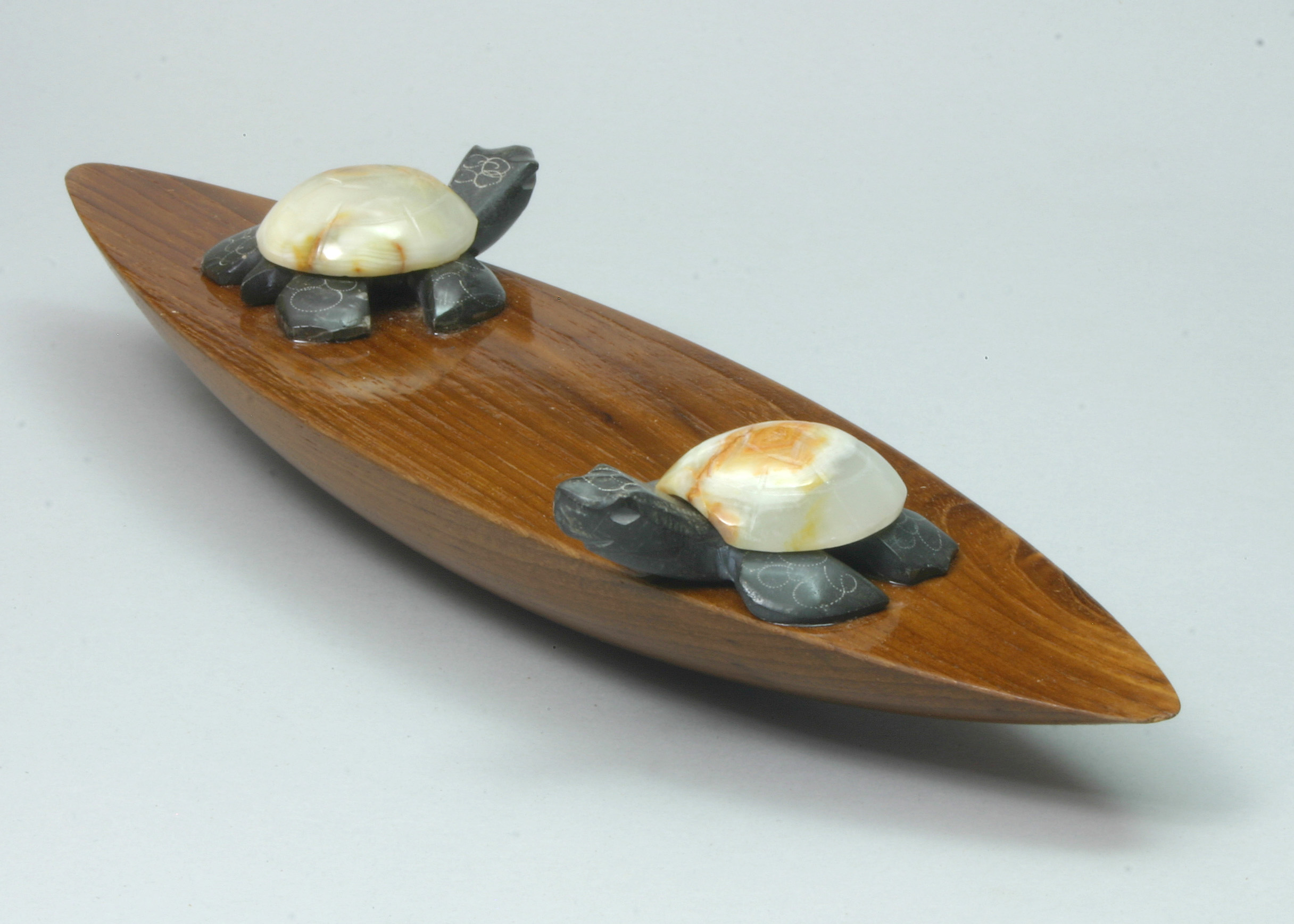
«Кельтский камень», изготовленный из дерева, поворот оси симметрии распределения массы на котором сделан добавлением украшений из камня

Ке́льтский ка́мень — волчок, способный во время вращения в определённую сторону менять направление вращения.
При раскручивании в одну сторону он ведёт себя как обычный волчок, но при раскручивании в противоположную сторону некоторое время вращается с уменьшением угловой скорости и увеличением колебаний, а потом начинает вращаться в обратную сторону.

## История
В некоторых древних гробницах на территории Западной Европы были обнаружены тесала (округлые орудия труда), обладающие вышеописанными необычными динамическими свойствами. Термин произошел от названия группы племён, оставивших эти орудия (кельты) в I веке до нашей эры. По другой версии, название происходит от археологического термина кельт.

## Изготовление
Нижняя поверхность кельтского камня — сегмент обычного эллипсоида. Верхняя поверхность — как правило плоскость. Необычные свойства волчку придаёт небольшой поворот (в горизонтальной плоскости) оси симметрии массы относительно оси симметрии эллипсоида опорной поверхности. Этого поворота добиваются либо наклоном поверхности верхней плоскости, либо добавлением смещённой массы. Во вращении волчок будет предпочитать то направление, в котором смещена ось симметрии массы.

Оси симметрии опорной поверхности и ось симметрии распределения массы

## Исследования физики явления
Первое научное сообщение о свойствах кельтского камня появилось в конце XIX века. Уже в XX веке многочисленные проведённые с камнем опыты детально описаны в популярной литературе, например, в книге однофамильца автора самого первого сообщения — Д. Уолкера (англ. J. Walker). Известный вклад внесён и рядом российских учёных, среди которых наиболее полное исследование движения кельтского камня было выполнено В. Ф. Журавлёвым и Д. М. Климовым. Работы, выполненные до них, преимущественно основывались на упрощающих предположениях и ограничивались исследованием локальной устойчивости установившихся вращений.
Особенностью механического строения кельтского камня являются разные направления минимальной центральной оси инерции и продольной геометрической оси.

### Ошибочные объяснения физики явления
- Связанные с вращением Земли вокруг своей оси (об эксперименте, демонстрирующем вращение Земли вокруг своей оси, см. маятник Фуко).
- Предполагающие, что внутри кельтского камня обязательно должен находиться магнит или батарейка.
- Утверждающие, что с помощью кельтского камня можно сделать вечный двигатель.